# Bad Lobenstein

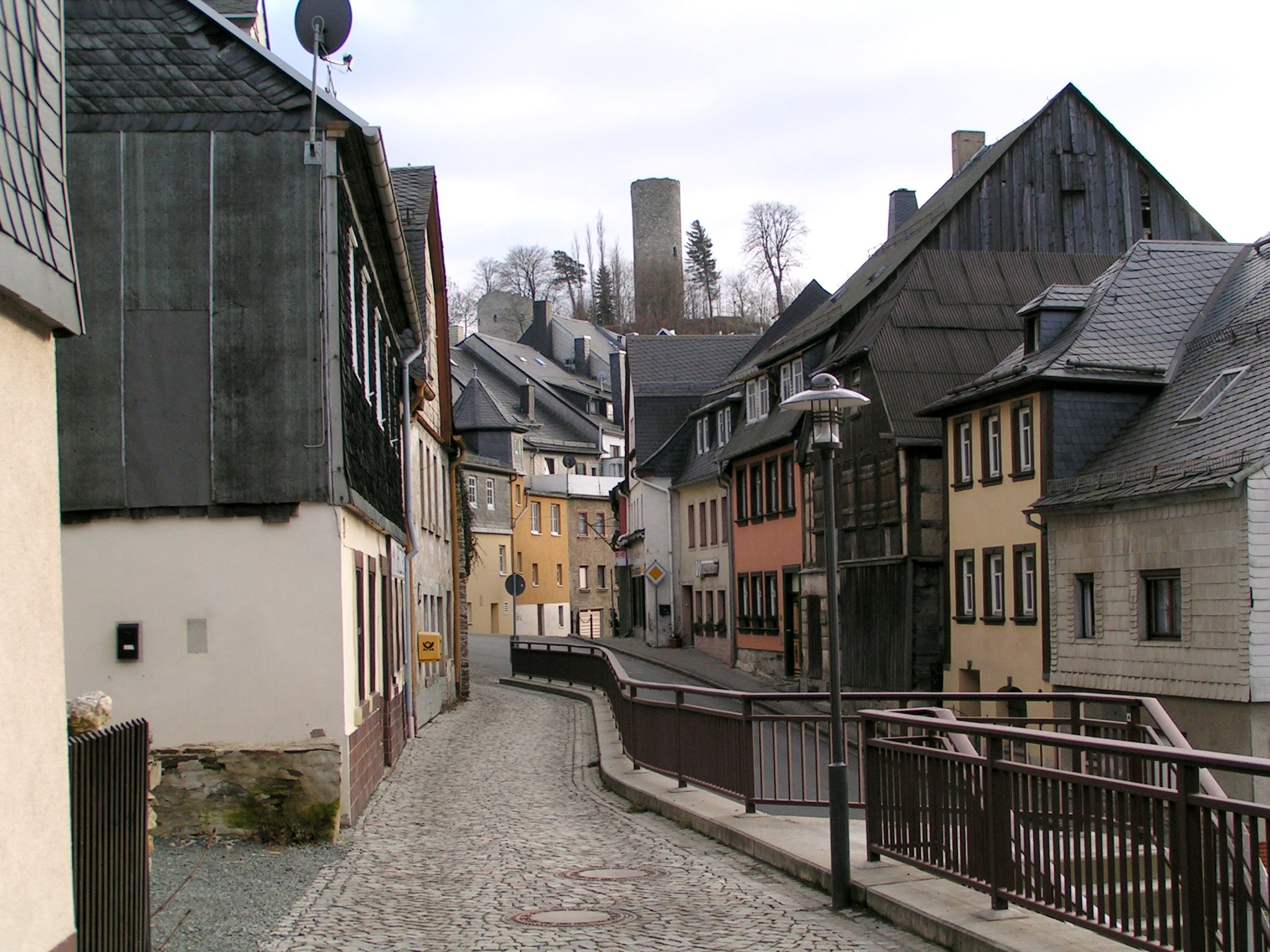

Bad Lobenstein là một đô thị ở huyện Saale-Orla, bang Thüringen, Đức. Đô thị này có diện tích 48.94 km2, dân số thời điểm ngày 31 tháng 12 năm 2006 là 6820 người. Thị trấn phát triển quanh một tòa lâu đài đứng trên một mỏm đá. Kinh tế địa phương gồm nhuộm, sản xuất xì gà, đồ uống.